# دانیل لکلرک
دانیل لکلرک (به فرانسوی: Daniel Leclercq) (زادهٔ ۴ سپتامبر ۱۹۴۹ - درگذشته ۲۲ نوامبر ۲۰۱۹) بازیکن فوتبال اهل فرانسه بود.
از باشگاه‌هایی که در آن‌ها بازی کرده‌است می‌توان به باشگاه فوتبال لانس، باشگاه فوتبال والنسین، باشگاه فوتبال المپیک مارسی اشاره کرد.